# П'єтро Маркетт де Гевара
П'єтро Маркетт де Гевара (іт. Pietro Marquett de Guevara; ? – бл. 1571) — італійський аристократ та полководець. Барон ді Укрії.

## Життєпис
Перший барон Укрії (barone di Ucria), був командантом 18 кораблів у битві при Лепанто 1571 року. 
Походив зі знатної аристократичної родини Маркет міста Мессіна. З часом їх династію також називали Маркетті (Marchetti ). Її представники й досі присутній на острові Сицилія.